# デファイアンス (戦列艦・2代)
|                    |                                     |
| 艦歴               |                                     |
| 建造:              | フィニアス・ペット2（チャタム工廠） |
| 進水:              | 1675年                              |
| 再建造:            | 1695年                              |
| 再々建造:          | 1707年                              |
| その後:            | 1749年解体                          |
| 性能諸元           |                                     |
| クラス:            | 64門3等戦列艦                       |
| 全長:              | 竜骨：117ft（36m）                  |
| 全幅:              | 37ft 10in（11.5m）                  |
| 喫水:              | 15ft 10in（4.8m）                   |
| 推進:              | 帆走（3本マストシップ）             |
| 兵装:              | 各種口径64門                        |
| 性能諸元（1695年） |                                     |
| クラス:            | 64門3等戦列艦                       |
| 全長:              | 砲列甲板：143ft 10in（43.8m）       |
| 全幅:              | 37ft 11in（11.6m）                  |
| 喫水:              | 15ft 8in（4.8m）                    |
| 推進:              | 帆走（3本マストシップ）             |
| 兵装:              | 各種口径64門                        |
| 性能諸元（1707年） |                                     |
| クラス:            | 66門3等戦列艦                       |
| 全長:              | 砲列甲板：146ft 3½in（44.6m）       |
| 全幅:              | 38ft 6in（11.7m）                   |
| 喫水:              | 15ft 9½in（4.8m）                   |
| 推進:              | 帆走（3本マストシップ）             |
| 兵装:              | 各種口径66門                        |

デファイアンス（HMS Defiance）はイギリス海軍の64門3等戦列艦。チャタム工廠のフィニアス・ペット2で建造され、1675年に進水した。
デファイアンスは1695年にウリッジ工廠で再建造された。
1702年8月にはジョン・ベンボウ中将の戦隊に参加していた。ベンボウとフランスのジャン・デュ・カス伯爵との間の海戦で、リチャード・カービー艦長は交戦を拒否しデファイアンスはウィンザーとともに2、3回の斉射をした後風下に退避した。カービーは軍法会議で怯懦による銃殺刑が宣告された。
1707年、デファイアンスはデットフォード工廠で再び66門艦として建造しなおされた。
1716年には4等艦に降等し、1743年に廃船となった後1749年に解体された。

## 参加海戦
- バルフルール岬とラ・オーグの海戦
- 1702年8月の海戦